# Dansa do Som
A Dansa do Som foi uma editora discográfica independente portuguesa, normalmente associada ao concurso de música moderna do Rock Rendez-Vous (RRV), e ao lançamento de álbuns de bandas estrangeiras, consideradas independentes em Portugal, como por exemplo Promise dos Gene Loves Jezebel.
Teve o seu auge nos anos 80. O primeiro álbum editado foi em Dezembro de 1984, uma compilação do 1º Concurso de Música Moderna do RRV, e gravações ao vivo de Xutos & Pontapés, Casino Twist e Ocaso Épico.

## Lançamentos
- 1984 - Promise - Gene Loves Jezebel - LP 84BB001
- 1984 - Ao Vivo No Rock Rendez Vous Em 1984 - Vários Artistas - LP LP84RRV001
- 1985 - Zimpó - Mler Ife Dada - 12" Máxi??
- 1985 - Cerco - Xutos & Pontapés - LP LP85DDS001
- 1985 - Leve Impulso - THC - 7" S85001
- 1986 - Música Moderna Portuguesa 1º Volume (Sons e Temas do 1º Concurso de Música Moderna do Rock Rendez Vous 1984 - Vários Artistas - LP
- 1986 - Música Moderna Portuguesa 2º Volume (Sons e Temas do 2º Concurso de Música Moderna do Rock Rendez Vous 1985 - Vários Artistas - LP LP86DDS002
- 1986 - Barcos Gregos - Xutos & Pontapés - 7” S86002
- 1987 - Sombra Veloz - Rongwrong - 12" 87DDS001
- 1987 - Princípios - Bramassaji - 12" 87DSM01
- 1988 - Muito Obrigado - Ocaso Épico - LP 88DSLP01
- 1988 - Requiem Pelos Vivos - Requiem Pelos Vivos - 12" 88DSM01
- 1989 - Registos de Música Moderna Portuguesa - Vários Artistas - LP
- 1990 - Lobo Meigo - Lobo Meigo - LP
- 1992 - Sem Rumo - Quinta do Bill - CD
- 1996 - Neura - Neura - CD
- 1996 - Silêncio - Jardim Letal - CD
- 1997 - Homens de Plutónio - Geração X - CD